# Michail Barysjnikov
Michail Nikolajevitj Barysjnikov (ryska: Михаил Николаевич Барышников), född 27 januari 1948 i Riga i Lettland i Sovjetunionen (nu Lettland), är en lettisk-amerikansk balettdansör och skådespelare.

## Biografi
Barysjnikov föddes i Riga av ryska föräldrar. Fadern var ingenjör och modern sömmerska som älskade balett, opera och teater. År 1957 skrev modern in Michail Barysjnikov i balettklassen i Riga.
Han blev först antagen till balettakademin Vaganova i Leningrad 1960, men uppvisade sådan talang att han 1963 upptäcktes av Aleksandr Pusjkin, en ledande lärare vid Kirovbaletten och antogs redan 1966 dit. År 1970 gjorde Barysjnikov stor succé på utlandsturné i Covent Garden i London, samtidigt som en nära vän, stjärndansaren Natalja Makarova hoppade av när de var där. Trots hårdbevakning av de sovjetiska säkerhetsstyrkorna lyckades Barysjnikov försvinna under flera dagar under en turné 1974 i Kanada med Bolsjojbaletten. Han sökte politisk asyl i Toronto i Kanada men sökte sig så småningom vidare till USA, där han ansökte om politisk asyl. Han fick amerikanskt medborgarskap 3 juli 1986. 
Från 1974 till 1979 var han förste dansare hos American Ballet Theatre (ABT), även om han dansade med andra baletter och dansuppsättningar runt om i världen. Under en tid dansade han för New York City Ballet, där han arbetade med koreografen George Balanchine. 1980 återvände han till ABT som dansare och konstnärlig chef, en position han innehade i ett decennium. Från 1990 till 2002 var Barysjnikov konstnärlig chef för White Oak Dance Project, ett turnerande danskompani han grundade tillsammans med Mark Morris.

### Privatliv
Han har en dotter med skådespeleraren Jessica Lange samt tre yngre barn (Sofia, Anna och Peter) med före detta ballerinan Lisa Rinehart.

## Film- och TV-framträdanden
Barysjnikov Oscar-nominerades för sin första filmroll, i Vändpunkten från 1977. År 1985 spelade han en av huvudrollerna i filmen Vita nätter.